# Immacolata Concezione (Zurbarán Barcellona)
L'Immacolata Concezione è un dipinto del pittore spagnolo Francisco de Zurbarán realizzato nel 1632 e conservato nel Museo nazionale d'arte della Catalogna a Barcellona.
Francisco de Zurbarán dipinse numerose Immacolate Concezioni in difesa di questo dogma del cattolicesimo, spesso rappresentando la Vergine come una giovane ragazza.

## Storia
Il dipinto venne realizzato nel 1632, poco prima che il pittore decidesse di recarsi a Madrid per collaborare alla decorazione del Palazzo del Buon Ritiro.
Il motivo per cui l'opera fu completata o la sua prima destinazione non è noto. 
Un primo riferimento lo colloca nella collezione di Pedro Aladro a Jerez nel 1912. Successivamente entra a far parte della collezione Domecq nella medesima città. 
In seguito fu acquisito dalla collezione del bibliofilo Santiago Espona, che lo donò al Museo Nazionale d'arte della Catalogna nel 1958.

### Tema
Il Concilio di Trento stabilì il peccato originale come un dogma di fede e consacrò la credenza dell'Immacolata Concezione, sebbene quest'ultima non costituisse ancora propriamente un dogma autonomo. 
In Spagna molti si infervorano per la festa celebrata l'8 dicembre e che viene sentita come obbligatoria a partire dal 1644. A quel tempo la devozione alla Vergine Maria era enorme.
L'Immacolata Concezione presenta la Vergine come l'unico essere mortale, che è stato liberato dal Peccato Originale: una tesi dottrinale Cattolica di lunga tradizione, molto rappresentata nella pittura spagnola dell'età del secolo d'oro.
Zurbarán sceglie il colore rosa, per le vesti della Vergine.
Francisco Pacheco nel 1649 definisce il suo canone di estetica per la tipologia dell'Immacolata Concezione, su suggestione della suora Beatrice de Silva, la quale trent'anni prima aveva sperimentato una visione della Vergine vestita di bianco e blu cielo.

## Descrizione
L'illuminazione del dipinto proviene da due sorgenti. Una si trova dietro la figura centrale e rafforza la sua maestosa presenza. L'altra è posta di fronte, nell'angolo in alto a sinistra, quasi a voler suggerire all'osservatore dove volgere lo sguardo.

### Composizione
Il dipinto fa parte della cosiddetta serie verticale dell'artista. Il lavoro è governato da una simmetria assiale assai diffusa al tempo, nella quale ogni elemento rappresentato su un lato ha il suo equivalente sull'altro lato. 
La figura della Vergine è l'asse della simmetria. La sua figura sembra quasi rompere il perfetto equilibrio della luce.
Maria (madre di Gesù) è rappresentata come "sommersa in estasi". La luce descrive il suo volto e piani e volumi della figura, con una colorazione che è, al contempo, morbida e splendida" (M. Olivier).
Maria appare in piedi poggiando su cinque angeli cherubini, che occupano mezza luna. 
La collana mariana indossata dalla Vergine indossa mostra l'anagramma A (ve) M (aria). 
Intorno alla Vergine, una moltitudine di stelle e angeli si confondono tra le nuvole nell'aureola, che circonda la sua testa.
Gli angeli, che portano gigli e rose ai lati simboleggiano gli attributi di purezza, mentre le iscrizioni presenti mostrano versi del Cantico dei cantici, un libro biblico di profondo valore mistico.
Sui lati inferiori compaiono due simboli attribuiti al dogma mariano: lo specchio senza macchia, la scala di Giacobbe, la porta del cielo e la luce del mattino.

## Stile
Quest'opera appartiene alla corrente pittorica conosciuta come barocco spagnolo, un movimento strettamente legato alle idee della Controriforma ed in parte influenzato da una certa tendenza mistica. 
Il naturalismo presente è tipico della pittura Controriformista
Francisco de Zurbarán combina "il realismo della controriforma con un sentimento mistico di ispirazione gesuita" (L. Monreal)
Zurbarán mostra l'influenza di Caravaggio nel modo in cui illumina le sue composizioni. 
Il suo stile assimilerà gradualmente elementi del manierismo italiano.